# 885
| 885                |
| ------------------ |
| Dødsfald - Fødsler |
| • Begivenheder     |

| Gregoriansk kalender | 885 DCCCLXXXV           |
| Ab urbe condita      | 1638                    |
| Armensk kalender     | 334 ԹՎ ՅԼԴ              |
| Kinesiske kalender   | 3581 – 3582 甲辰 – 乙巳 |
| Etiopisk kalender    | 877 – 878               |
| Jødisk kalender      | 4645 – 4646             |
| Hindukalendere       |                         |
| - Vikram Samvat      | 940 – 941               |
| - Shaka Samvat       | 807 – 808               |
| - Kali Yuga          | 3986 – 3987             |
| Iransk kalender      | 263 – 264               |
| Islamisk kalender    | 271 – 272               |

Se også 885 (tal)

## Dødsfald
- Godfrid, hertug af Frisen, dansk vikingeleder (ukendt fødselsår)

| År | Spire Denne artikel om et år, årti, århundrede eller årtusinde er en spire som bør udbygges. Du er velkommen til at hjælpe Wikipedia ved at udvide den. |